# Petrikirchhof (Lübeck)

Die Lage des Petrikirchhofs, rot markiert auf einem Stadtplan von 1910

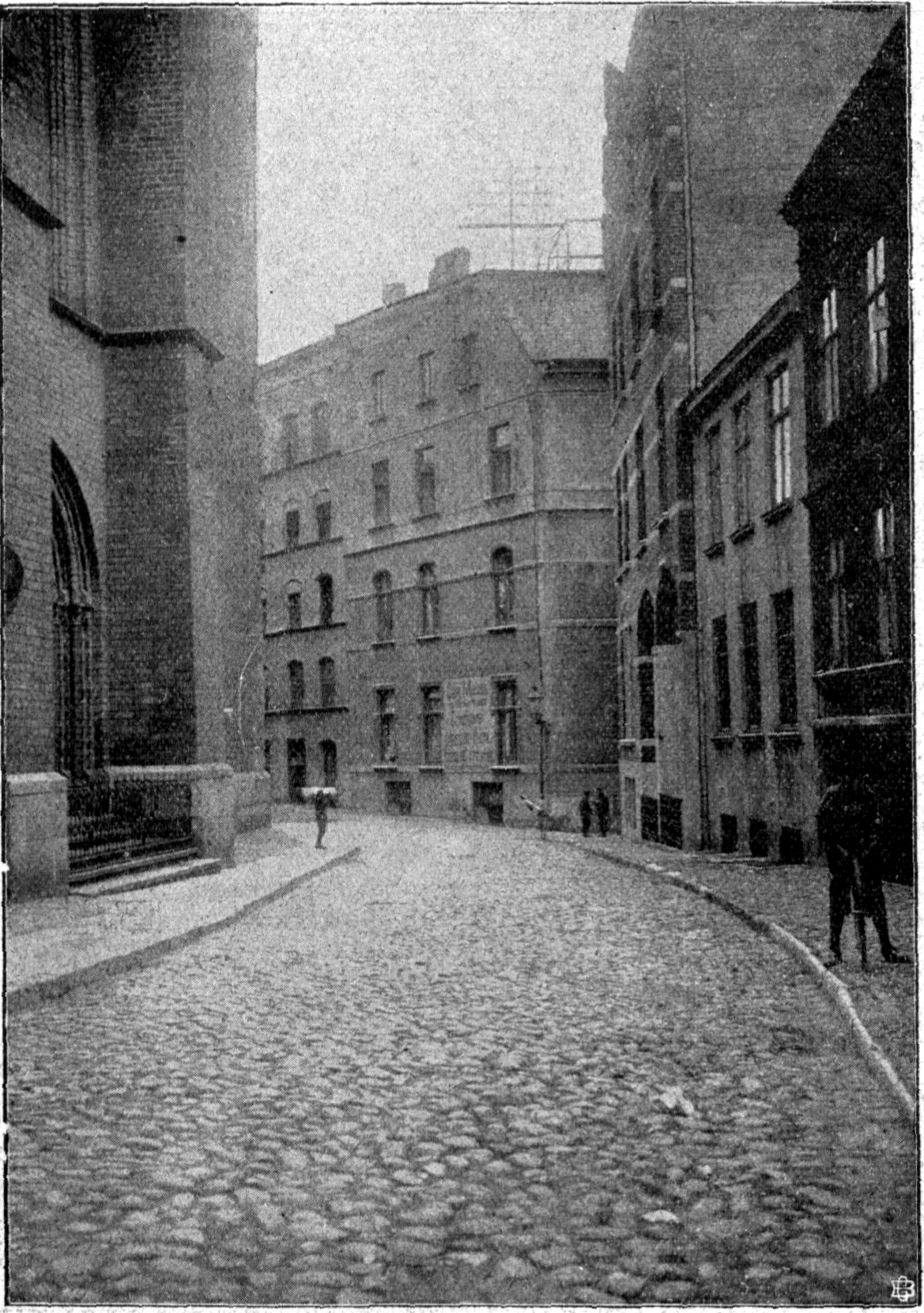
Der nördliche Petrikirchhof (um 1908)

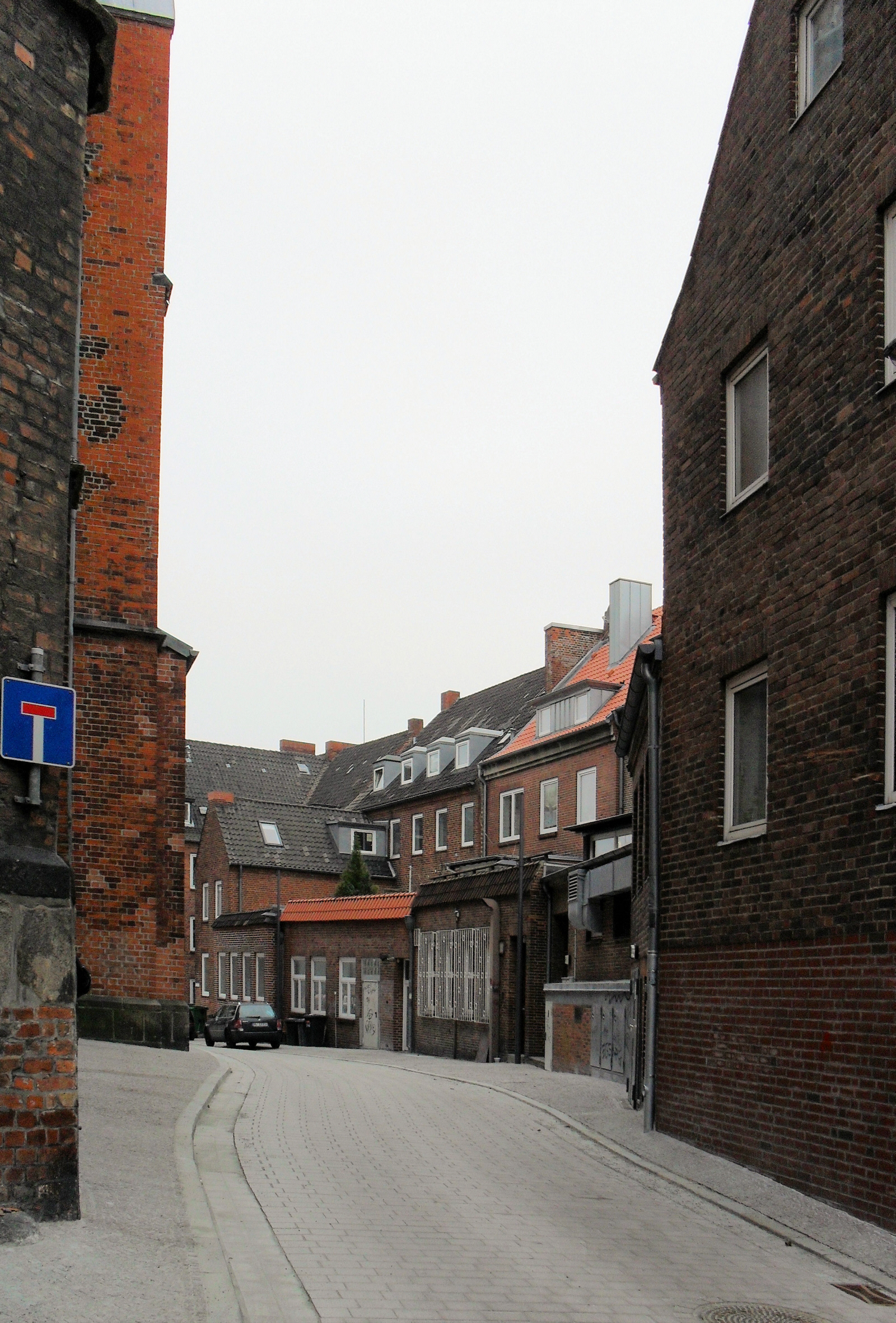
Der nördliche Petrikirchhof (2011)

Der Petrikirchhof ist eine Straße der Lübecker Altstadt.

## Lage
Der Petrikirchhof befindet sich am westlichen Rand der Altstadtinsel, im Marien Quartier. Im weiteren Sinne ist der Petrikirchhof die Freifläche, welche die Petrikirche auf der Nord-, West- und Südseite umgibt, nicht jedoch auf der Ostseite, wo die Schmiedestraße unmittelbar am Chor der Kirche entlangführt.
Als Straße gewidmet und angelegt ist eine Strecke von etwa 100 Metern, die an der Schmiedestraße beginnt und erst an der Nordfassade der Petrikirche entlangführt, dann den Rand des Platzes vor der Turmfassade bildet und stumpf vor der Stützmauer endet, unterhalb derer sich der Kolk befindet. So hat denn auch das letzte Haus des nordseitigen Bebauung des Petrikirchhofs einen weiteren Eingang unten im Kolk, während der ebenerdige Eingang vom Petrikirchhof aus in den 2. Stock des Hauses führt.
Zu Füßen des Petrikirchturms erstreckt sich vor der Westfassade eine größere, teils mit Rasen und Bäumen bestandene, teils gepflasterte Freifläche, die zusammen mit einem schmalen gepflasterten Streifen an der Südseite der Kirche den platzartigen weiteren Petrikirchhof bildet.

## Geschichte
Schon seit Bestehen der Petrikirche trug der Petrikirchhof seine Bezeichnung, wenn sie auch erst 1852 amtlich festgeschrieben wurde. Das Gelände diente der Gemeinde von St. Petri als Friedhof; hier befand sich auch das Beinhaus. Der steile Hang zum Kolk wurde vermutlich bereits im ausgehenden 12. oder beginnenden 13. Jahrhundert durch eine monumentale Backstein-Stützmauer befestigt, die bis heute den westlichen Rand des Kirchhofs bildet. Nach Norden hin trennt ein Gebäuderiegel, der heute überwiegend aus den schmucklosen Rückfronten von Bauten der 1950er Jahre besteht, den Petrikirchhof von der Holstenstraße. Zwischen den Häusern stellt eine schmale Treppe, früher Petristegel genannt und heute namenlos, die Verbindung zur Holstenstraße her.
Das mittelalterliche Beinhaus an der Westfassade wurde bereits 1837 abgetragen, nachdem 1832 die innerstädtischen Friedhöfe aufgehoben worden waren. Die im Jahre 1600 errichtete, mit einem Dachreiter versehene Leichenhalle oberhalb der Stützmauer, die seit 1882 als Werkhaus genutzt worden war, wurde hingegen beim Bombenangriff von 1942 zerstört.
Ein Kuriosum stellt die Tatsache dar, dass die profanierte Petrikirche als einzige der fünf großen Altstadtkirchen Lübecks eine Hausnummer besitzt, nämlich Petrikirchhof 1.

## Bauwerke
- Petrikirchhof 1, Petrikirche: Backsteingotische Hallenkirche des 13.–14. Jahrhunderts

Panorama des Petrikirchhofs vor der Westfassade der Petrikirche